# Blåman
För andra betydelser, se Blåman (olika betydelser).
Blåman (fornsvenska: blāman, fornvästnordiska: blámaþr, fornvästnordiska: blámaðr) var i fornsvenskan och äldre nysvenskan etnonymen för mörkhyad människa, i synnerhet nordafrikaner. Förledet härrör från att blå i äldre tider var rotfärgen för det som i sedermera kallas svart. Samma förled återkommer i Blåland (fornnordiska: Bláland), det fornsvenska namnet på Nordafrika. Orden har myntats av väringar, alltså nordiska vikingar i österled som tjänstgjort såsom legoknektar i östromerska armén och den kejserliga livvakten väringagardet, när de mött och stundom stridit mot mörkhyade i Syrien och Nordafrika.
Ynglingasagan, den första sagan i Heimskringla som nedtecknades omkring 1230 på Island, nämner både Blåland och blåmän. Där står bland annat "þar eru blámenn". Ordet blåman användes även i bland annat Gustav Vasas bibel från 1541.
På Norrmalm i Stockholm finns ett kvarter med namnet Blåmannen.